# Comaloforno
El Comaloforno o Pico de Comaloforno, es una montaña de los Pirineos con una altitud 3029 metros, situado en el Municipio del Valle de Bohí en la comarca de la Alta Ribagorza (provincia de Lérida).

## Descripción
El Comaloforno está situado dentro de los límites del Parque nacional de Aiguas Tortas y Lago de San Mauricio, es la montaña más alta de la comarca del Alta Ribagorza y una de las más altas de Cataluña.
El Comaloforno forma parte del Macizo del Besiberri, dentro de este macizo también se encuentran los picos del Besiberri Norte (3015 metros),  Besiberri Medio (2995 metros) y el Besiberri Sur (3024 metros).

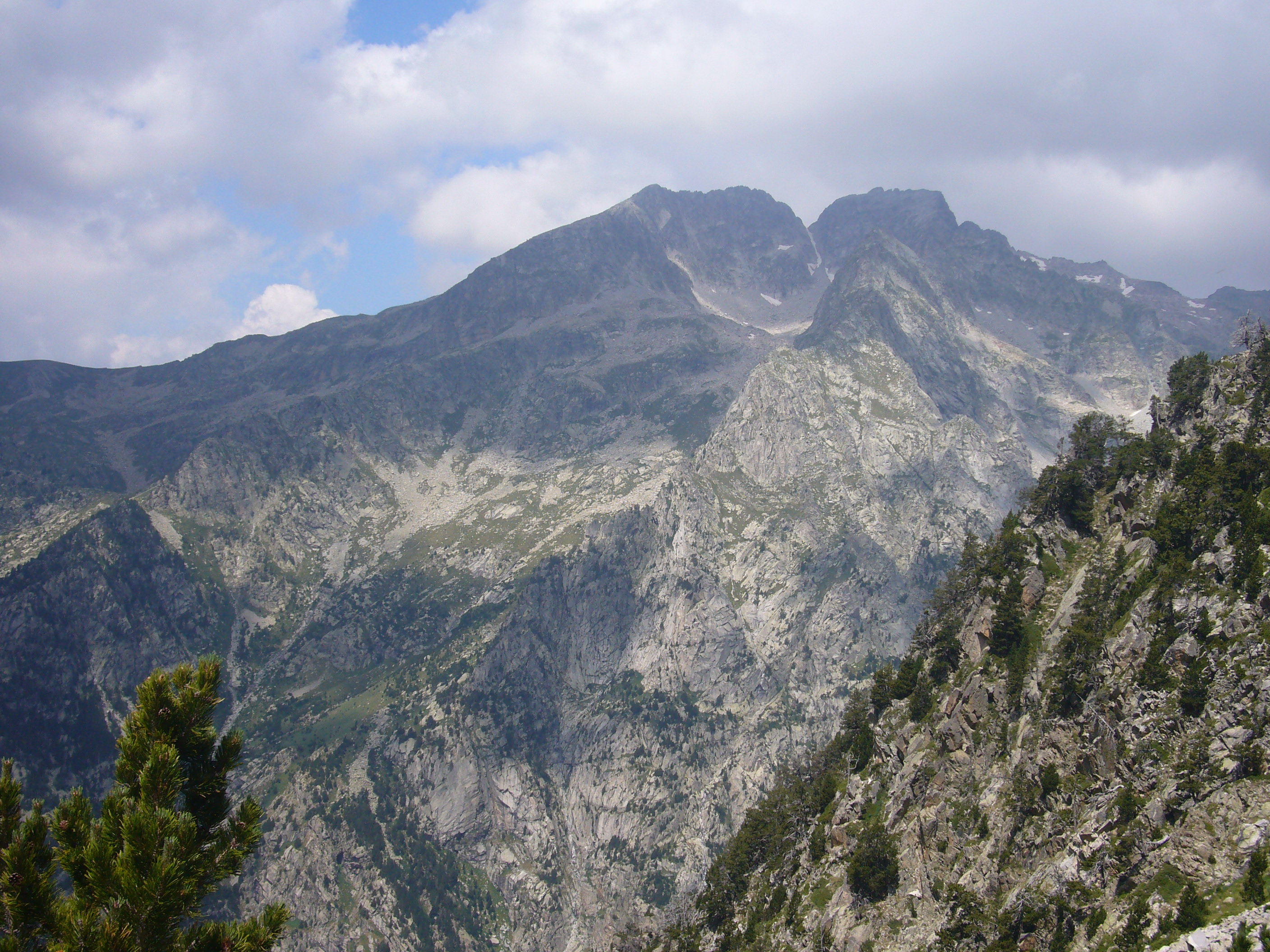
Vista del Pico de Comaloformo